# Megachile burdigalensis
Megachile burdigalensis là một loài Hymenoptera trong họ Megachilidae. Loài này được Benoist mô tả khoa học năm 1940.